# Heterocladium
Heterocladium là một chi rêu trong họ Thuidiaceae.